# Spring Lake, Wisconsin
Spring Lake là một thị trấn thuộc quận Pierce, tiểu bang Wisconsin, Hoa Kỳ. Năm 2010, dân số của thị trấn này là 557 người.